# Мусаева, Тарлан Гасан кызы
Тарла́н Гаса́н кызы́ Муса́ева (азерб. Tərlan Həsən qızı Musayeva; род. 22 января 1955 года, Бардинский район) — советский азербайджанский хлопковод. Депутат Верховного Совета СССР 10—11-го созывов (1979—1989), депутат Национального собрания Азербайджана, член Государственного комитета по вопросам семьи, женщин и детей. Лауреат премии Ленинского комсомола (1980).

## Биография
Родилась 22 января 1955 года в селе Калантарли Бардинского района Азербайджанской ССР.
В 1972 году окончила среднюю школу № 1 в городе Мирбашир. В 1973 окончила курсы механизаторов в Бардинской городской школе сельскохозяйственной техники. Позже окончила Азербайджанский сельскохозяйственный институт с красным дипломом.
Начала трудовую деятельность в 1974 году в колхозе «Коммунизм» Бардинского района водителем-механизатором. Стала второй после Севиль Газиевой женщиной в Азербайджане, работавшей на тракторе. В 1976 году Тарлан Мусаева со своей машиной собрала 315 тонн хлопка. В 1979 году Мусаева собрала 500 тонн высококачественного хлопка. С 1981 по 1991 год — заместитель председателя колхоза «Коммунизм». С 1991 по 1992 работала председателем колхоза имени Самеда Агамалыоглы. В социалистическом соревновании выигрывала призы Пашы Ангелиной, Севиль Газиевой и Турсуной Ахуновой.
Активно участвует в общественной жизни страны. До 1991 года — член ЦК ВЛКСМ и бюро ЦК ЛКСМ Азербайджана. В 1978 году в возрасте 23 лет была избрана депутатом Верховного Совета СССР 10 созыва от Евлахского избирательного округа, а в 1983 депутатом Верховного Совета СССР 11 созыва. С 1992 по 1995 год — председатель Совета народных депутатов Бардинского района. 12 ноября 1995 года была избрана депутатом Национального собрания Азербайджана (Милли Маджлиса) от мажоритарного избирательного округа № 56 (Бардинский район). С 2002 по 2003 год — специалист Государственной инспекции труда. В настоящее время является членом Государственного комитета по вопросам семьи, женщин и детей.
Делегат XIX—XXX съездов ВЛКСМ, в которых представляла комсомол Азербайджана. С 1993 года — член партии «Новый Азербайджан».
Распоряжением Президента Азербайджанской Республики от 23 декабря 2004 года за большие заслуги в области науки и образования, культуры и искусства, экономики и государственного управления Азербайджана Мусаевой Тарлан Гасан кызы предоставлена персональная стипендия Президента Азербайджанской Республики.

## В искусстве
В 1980 году азербайджанский кинорежиссёр Ялчин Эфендиев снял о Тарлан Мусаевой документальный фильм «Тарлан Мусаева».
Хлопководу посвящены песни Наримана Мамедова — «Тарлан Баджым», и Алекпера Тагиева «Тарланым».

## Награды
- Орден Дружбы народов (23.02.1981)
- Орден Трудового Красного Знамени
- Премия Ленинского комсомола (1980)
- Премия ЛКСМ Азербайджана
- Бронзовая и серебряная медали ВДНХ[4]
- Персональная пенсия Президента Азербайджанской Республики (23.12.2004)[8]